# Exo (groupe chrétien)
Pour les articles homonymes, voir Exo.
Exo est un groupe de louange chrétien évangélique francophone fondé en 1994.

## Histoire
Le groupe Exo est né en 1989 de la rencontre de Chris et Laura Christensen et de Thierry Ostrini. Il s'est donné pour mission d'évangéliser les pays francophones, notamment par la musique. Le groupe Exo (« hors de », en grec) signifie par son nom que sa mission s'étend « en dehors des quatre murs de l'église », pour « amener les gens dans la présence de Dieu ».
De confession évangélique, les artistes du groupe Exo sont également engagés en faveur de l'unité des chrétiens dans leurs chants.
Depuis la création du groupe, les chants composés par Exo sont chantés dans de très nombreuses églises. Le groupe donne régulièrement des concerts en France et dans différents pays francophones.
En 2015, les Angels Music Awards rendent hommage au groupe Exo en lui décernant une récompense d'honneur pour l'ensemble de la carrière. À cette occasion, les membres du groupe sont invités à jouer sur la scène de la salle Wagram à Paris. La cérémonie est alors retransmise en direct à la télévision et à la radio devant un public de 1 300 personnes. Une incompatibilité d'agenda pour Chris et Laura ne leur permettra pas d'être présents, mais Thierry sera bien sur scène. Jacques Cudeville (manager du groupe) recevra, au nom du groupe, le trophée remis par les animateurs de la soirée et décerné par les trois organisateurs Antoine Clamagirand, Jean-Baptiste Fourtané et Marc Brunet.
En 2016, Chris et Laura participent à la conférence Lyon Centre à l'église catholique Sainte-Blandine de Lyon, en présence de plus de 600 personnes. Ils jouent avec les groupes Hopen et Glorious.
En 2017, Exo revient avec un nouvel album : The Way. Constitué de quinze titres, cet album a pour thème la Passion de Jésus-Christ, du jardin de Gethsémani jusqu’à la résurrection. Sa sortie coïncide avec une tournée dans toute la France.

### Membres
Chris Christensen, le leader d'Exo, est un évangéliste évangélique sud-africain. Il est fils et petit-fils de missionnaires américains en Afrique du Sud.
Laura Christensen est américaine.
Thierry Ostrini est suisse. En 2004, il a quitté le groupe pour commencer d'autres projets musicaux, comme son album lo.-pop sorti en 2005.

## Discographie
- 1995 : Éclats - enregistré à Bruxelles
- 1996 : Éclats 2 - enregistré à Paris
- 1998 : Éclats 3 - enregistré à Lausanne
- 2000 : Éclats 4 - enregistré en Martinique et en Guadeloupe
- 2004 : Éclats 5 - enregistré à Rhode-Saint-Genèse
- 2004 : Exo 5 Live - enregistré à Villefranche-sur-Saône
- 2006 : Éclats d'Afrique - enregistré en Côte d’Ivoire
- 2017 : The Way

Chacun des albums a une tonalité particulière, aussi bien dans le style musical que dans les thèmes bibliques. En ce qui concerne Éclats 3, ce sont les thèmes du pardon, de l'unité et de la relation à Dieu-Père.